# Бабогло Владислав Віталійович
Владислав Віталійович Бабогло (рум. Vladislav Baboglo, нар. 14 листопада 1998, с. Копчак, Гагаузія, Молдова) — молдовський (до 2023 року — український) футболіст гагаузького походження, центральний захисник ФК «Карпати» (Львів).

## Ігрова кар'єра
Народився в гагаузькому селі Копчак у Молдові. У віці чотирьох років разом з батьками Віталієм і Домнікою переїхав до України, в Одесу. З п'яти років займався футболом у СДЮШОР «Чорноморець» (Одеса), перші тренери — С. Т. Семенов і Віктор Сахно. З лютого 2015 року виступав у «Чорноморці» U-19, кольори якого захищав до 2016 року. За цей час зіграв 28 матчів та відзначився двома голами у юнацькому чемпіонаті України.
Напередодні сезону 2016/17 років поповнив склад ФК «Олександрія». Спочатку виступав за молодіжну команду олександрійців (U-21). Наприкінці 2017 року головний тренер «Олександрії» анонсував «омолодження» основного складу команди, відзначивши Владислава як одного з молодих талантів, якому буде надано шанс проявити себе, а 10 січня 2018 року стало відомо, що Бабогло разом з іншими гравцями олександрійців полетить на перший зимовий збір у Туреччину. За підсумками зборів Владислав справив хороше враження на тренерський штаб городян, тому його було переведено до першої команди.
Дебютував у першій команді олександрійців 17 лютого 2018 року в програному виїзному поєдинку 20-го туру УПЛ проти кам'янської «Сталі» (0:2). Бабогло вийшов на поле в стартовому складі та відіграв увесь матч.

## Виступи за збірні
У 2013 році виступав за юнацьку збірну України U-17 на міжнародному турнірі «Кубок розвитку». У 2018—2020 роках Бабогло грав за молодіжну збірну України, з якою в 2019 році став переможцем Турніру пам'яті Валерія Лобановського. Також провів за збірну України U-21 3 матчі та забив один гол у кваліфікації молодіжного чемпіонату Європи 2021.
У березні 2023 року був викликаний до національної збірної Молдови. Але зіграти у березневих матчах за збірну Молдови Бабогло не зміг, бо не отримав права виїхати за межі України. Дебютував 17 червня 2023 року в виїзному матчі проти Албанії (0:2). Зіграв 73 хвилини і отримав жовту картку. Наступний матч за збірну зіграв через три дні проти Польщі. Молдова несподівано здобула перемогу з рахунком 3:2, поступаючись після першого тайму 0:2, а Бабогло став автором переможного голу на 85-й хвилині.